# Angel Heart (manga)
Angel Heart (エンジェル・ハート?, Enjeru Hāto) è un manga di Tsukasa Hōjō pubblicato su Weekly Comic Bunch dal 2001 al 2010. Dopo la chiusura della rivista Bunch, il manga è stato rinnovato su Monthly Comic Zenon con il titolo di Angel Heart 2nd Season. È stato adattato in un anime di 50 episodi, mantenendo lo stesso titolo.
Come affermato dallo stesso autore, Angel Heart rappresenta un sequel alternativo di City Hunter, cioè ambientato in un futuro parallelo. Non è quindi da considerarsi un sequel vero e proprio, ma più uno spin-off.

## Trama
(Ryo Saeba)
In City Hunter si narravano le vicende dell'infallibile giustiziere Ryo Saeba e della sua "mascolina" assistente Kaori Makimura.
Dopo la conclusione di City Hunter, Angel Heart si apre con la morte di Kaori avvenuta a seguito di un incidente stradale, mentre stava andando a scattare la foto di nozze con Ryo. Essendo donatrice di organi, il cuore di Kaori viene prelevato, ma nel trasporto viene trafugato e trapiantato in una ragazza, un'assassina professionista di nome Glass Heart, la quale aveva cercato di suicidarsi perché inorridita e provata dalla sua vita criminale.
Una volta risvegliatasi, guidata da sogni premonitori e da Kaori, si ritroverà a Tokyo, dove incontra Ryo Saeba, più maturo, sulla quarantina e meno sessuomane di come Hojo ci aveva abituati in City Hunter, ma sempre a caccia di Mokkori.
Nel manga si ritrovano vecchie conoscenze che hanno reso celebre City Hunter: la bellissima ispettrice di polizia di Tokyo Saeko Nogami e l'eterno rivale vigilante-mercenario "Umibozu" Falcon; manca però la sua spalla/fidanzata Miki, rimpiazzata da una figlia adottiva con lo stesso nome.
Con lo snodarsi della trama, Hōjō suggerisce che gli avvenimenti di Angel Heart si svolgano in un universo parallelo rispetto a quello del succitato prequel: nei numerosi salti nel passato si scopre infatti che le modalità con cui Ryo e Kaori si sono conosciuti sono molto differenti, e inoltre cambiano i rapporti che legavano i personaggi in City Hunter.

## Personaggi
Ryo Saeba (冴羽 獠?, Saeba Ryō)
Doppiato da: Akira Kamiya
Ryo è un giustiziere molto famoso, abile tiratore e combattente; è anche un eccellente guidatore (al volante della fedele Mini Cooper). Insieme a Hideyuki Makimura prima, e poi con la sorella di lui Kaori, formavano l'invincibile duo noto come City Hunter. Tuttavia Ryo sta invecchiando e non è più infallibile come una volta, anche se resta il migliore sulla piazza.
Ryo è un incallito donnaiolo e sfoggia dei modi di fare da autentico maniaco (ad esempio, ama rubare biancheria intima femminile e sbircia sotto le gonne). Ma dopo la morte di Kaori è molto cambiato, al punto da abbandonare la professione di vigilante per annegare il dolore negli alcolici e, naturalmente, sedurre quante più donne possibile. Quando scopre che il cuore di Kaori è stato trapiantato in una giovane assassina, il suo primo impulso è quello di ucciderla. Ma appena si rende conto che lo spirito di Kaori è ancora vivo dentro di lei, cambia idea e decide di considerarla figlia sua e di Kaori.
Ri Shan In (香瑩?, Shan'in, pronuncia in cinese: Li Xiāng-Yíng)
Doppiata da: Mao Kawasaki e Tomoko Kaneda (da bambina)
Shan In è la protagonista femminile di questa storia, forse ne è addirittura il personaggio principale. Ha solo 15 anni ma è un'abilissima assassina soprannominata Glass Heart (Cuore di Vetro) per il modo molto cauto anche se implacabile con cui si avvicina all'obbiettivo. Addestrata da una misteriosa organizzazione militare a uccidere fin da bambina, un giorno qualcosa si spezza dentro di lei e la spinge al suicidio; viene salvata grazie al trapianto clandestino di un cuore appositamente trafugato: è il cuore di Kaori.
Mentre è in coma dopo l'operazione, una voce dentro di lei la spinge a lottare per svegliarsi. Al risveglio si sente molto confusa e scappa; spinta dagli struggenti ricordi di Kaori e da quella misteriosa voce, arriva a Shinjuku per cercare Ryo, pur non sapendo di chi si tratti. Dopo aver parlato con Ryo e anche con Kaori, che si manifesta quando la giovane si guarda allo specchio, Shan In deciderà di essere la figlia di Ryo e Kaori e di rimanere a vivere a Shinjuku. Con il tempo, Shan In parlerà sempre di meno con la madre dentro di lei, che però rimarrà una presenza fissa. Shan In viene anche affettuosamente chiamata A-Shan.
il nome Shan In le è stato dato dai genitori, ma poiché il padre Ritaijin (capo della famiglia mafiosa Chen Dao Fu Hei) non desidera che la figlia stia con lui e la affida a Ryo (in passato amico del fratello gemello Richenda), questi è costretto a inventare una spiegazione per il suo nome. L'ideogramma usato in giapponese per scrivere il nome Kaori in cinese si legge Shan, mentre In significa "preziosa", e quindi Ryo considera Shan In la preziosa figlia di Kaori. Verso la fine della storia, Ritaijin torna per vedere la figlia in occasione del suo 20º compleanno; il capomafia è ormai malato terminale ed è combattuto tra il desiderio di rivelarsi e il timore di ferirla; alla fine sceglie la prima soluzione, ma Shan In lo saluterà chiamandolo "mio papà taiwanese": da tempo la ragazza nutre sospetti e ha indagato scoprendo la verità, ma ha taciuto in quanto soddisfatta della propria attuale situazione.
Kaori Makimura (槇村 香?, Makimura Kaori)
Doppiata da: Kazue Ikura e Konami Yoshida (da bambina)
In questo spin-off, Kaori non è presente fisicamente ma “vive” nel cuore di Shan In e ogni tanto la sua personalità risale fino al punto di prendere per qualche istante "possesso" del corpo di Shan In. Per questo Shan In diventerà a tutti gli effetti la figlia di Ryo e Kaori e come tali lei li considera. Curiosamente, la morte non impedisce a Kaori di giocare un ruolo di assoluto primo piano nella storia in quanto guida per Shan In verso l'età adulta.
Nei suoi tratti principali Kaori è praticamente identica a come compare in City Hunter, forse un po' più dolce e materna. Va notato che in Angel Heart Ryo si riferisce chiaramente a Kaori come a sua “moglie”, anche se non erano veramente sposati. In verità, si sa solo che non fecero a tempo a svolgere la cerimonia, ma è ignoto se prima ci fu un matrimonio privato, oppure civile. Alla fine della storia, Kaori compare pochissimo, poiché Shan In sviluppa gradualmente una sua personalità definita e Kaori col tempo diverrà un ricordo etereo dentro di lei.
La storia personale di Kaori differisce con quella di City Hunter. Ad esempio, in City Hunter, a parte un paio di flashback, non sappiamo praticamente niente della vita di Kaori prima di diventare la partner di Ryo, in Angel Heart invece sappiamo che era un'infermiera che lavorava nell'ambulatorio di Shinjuku con Doc. Inoltre aveva il suo bar preferito e prendeva delle sbronze colossali, cosa che non faceva assolutamente in City Hunter.
Kaori compare comunque in diversi flashback, e nella storia appare anche la sorella maggiore Sayuri; già apparsa in City Hunter ma con aspetto e carattere totalmente diversi, qui è molto simile a Kaori nel volto, nel carattere e nelle inconfondibili martellate, tanto che alla sua prima apparizione Umibozu confonde la sua aura con quella di Shan In (la più simile a quella di Kaori); essendo cieco e non potendola riconoscere, resta sconvolto nel percepirne la presenza da vicino e la chiama Kaori.
Ryu Shin Hon (劉 信宏?)
Doppiato da: Chihiro Suzuki e Aiko Hibi (da ragazzo)
Coetaneo di Shan In, è stato il suo unico amico durante il durissimo addestramento ricevuto da bambini. L'ultima fase dell'addestramento consisteva in uno scontro all'ultimo sangue con un proprio compagno, e poiché gli assassini non debbono avere amici, gli addestratori decidono di farli combattere l'uno contro l'altro. Shin Hon ne esce tanto malconcio da indurre Shan In a pensare di averlo ucciso, mentre in realtà viene salvato e integrato in una squadra differente. Shin Hon vive e lavora al Cat's Eye insieme a Umibozu, è innamorato di Shan In che prova nei suoi confronti dei sentimenti ambigui. Inoltre Shin Hon ritiene Ryo Saeba il proprio maestro spirituale (soprattutto per quanto riguarda il mokkori!). Presto decide di tingersi i capelli di biondo, e solo nelle ultime tavole Shan In lo convince o costringe a tornare al nero; una vignetta vede la ragazza dargli un bacetto sulla cicatrice che lei gli lasciò quando lo ferì alla gola, suggerendo che la loro storia stia evolvendo. Nonostante sia a volte un personaggio di contorno, diventa protagonista in un paio di occasioni. Dopo la sua guarigione venne inserito in un battaglione differente dal Suzaku (dove entrò Shan In), il Chin Lon (Drago Azzurro), una unità di combattenti da prima linea, armati fino ai denti e noti per la loro spietatezza; proprio Shin Hon (noto nello squadrone col nome in codice coyote) sparò a Richenda quando venne a Shinjuku, in seguito confessò a Ritaijin la verità; questi gli sparò ad una guancia lasciandogli una piccola cicatrice, e lo liberò dalla vita di soldato del Chin Lon; dopo la piccola guerra nel quartiere decide di restare a Shinjuku accanto a Shan In; la sua unità viene dissolta, e i rimanenti membri divisi tra gli altri squadroni (Suzaku, Genbu e Byakko). Come combattente del Chin Lon, Shin Hon è molto abile con le armi e le mani; conserva quelle doti anche a Shinjuku, ma si abitua molto più di Shan In alla vita normale; tuttavia non è in grado di competere con professionisti del calibro di Ryo o Shan In, che non riesce neppure a pedinare; le sue stranezze ed il carattere alquanto leggero in materia di donne lo rendono la fonte di tante gag del manga, nonché il bersaglio degli sganassoni di Umibozu, che lo ha preso a lavorare nel suo bar e tenta di dargli una educazione spartana (fallendo spesso miseramente); ha il vizio di aprire la bocca a sproposito, specie quando è ubriaco, e a volte dimostra un pessimo tempismo nelle sue apparizioni.
Saeko Nogami (野上 冴子?, Nogami Saeko)
Doppiata da: Yōko Asagami
Quella che Hōjō ci presenta non è la stessa Saeko del precedente lavoro. Ci sono differenze non da poco. Non è più la donna che si infilava di soppiatto la mattina nel letto di Ryo allo scopo di incastrarlo per "presunzione di bottarella" e obbligarlo in virtù di ciò a lavorare gratis. In Angel Heart è molto più fragile e meno cinica. Talora si comporta come una donna in crisi di mezz'età. Inoltre, sembra esistere tra i due un'alchimia di natura diversa rispetto a quella che avevano in City Hunter, tanto più che Saeko sembra mal sopportare il fatto che, parola di Shan In, "Ryo ama solo Kaori".
Interessante è notare come ora sia diventata un personaggio molto più importante nella storia di Ryo & Co. È probabile che la sua personalità sia derivata dall'unione dell'originale Saeko incrociata con la sorella minore Reika, qui assente; Reika era infatti infatuata di Ryo sinceramente, tanto da volerlo accalappiare col matrimonio prima di concederglisi.
Più avanti Shan In fa un sogno su Hideyuki Makimura (il fratello adottivo di Kaori) e scoprirà tramite Ryo che Saeko e Hideyuki si frequentavano, ma a causa di un litigio generato dalla sua timidezza da imbranato lui non le ha mai dato l'anello di fidanzamento che aveva preso; la ragazza glielo darà a conclusione di una difficile vicenda su un serial killer che ij passato aveva ucciso tutti gli uomini vicini a Saeko. La storia tra Saeko e Makimura era già accennata in City Hunter ma mai approfondita. Dopo la morte di Makimura, Saeko per un po' non pensò più agli uomini; quando si sentì pronta, Ryo stava già con Kaori, e alla morte di lei Saeko capì che doveva dargli spazio per elaborare il lutto; in seguito entra in competizione con l'altra spasimante di Ryo, Yan Fan Yui, che utilizza un approccio molto più aggressivo rispetto alle tecniche sottili di Saeko. Alla fine della storia però, Saeko sostiene con Fan Yui che al momento il suo solo amante è la polizia, ed ha intenzione di dedicarglisi anima e corpo; tuttavia, i tentativi di Yan di portarsi Ryo a letto provocano la sua gelosia, tanto da farle urlare di fronte alle scuse di lui: "Silenzio! Se esiste qualcuno con cui sei autorizzato a fare mokkori, quella sono io, chiaro?!" Poco dopo però si riprende, e alle avance di Ryo risponde che non gli permetterà mai e poi mai di toccarla!
Umibozu/Falcon (海坊主?)
Doppiato da: Tesshō Genda
Hayato Ijuin è il suo vero nome. In City Hunter era l'unico sweeper in grado di competere alla pari con Ryo. Ormai è completamente cieco (la malattia si era manifestata già in City Hunter) e teoricamente si limita a gestire il bar Cat's Eye. Pur essendosi ritirato dal giro, oltre a mantenere intatta la propria abilità e la passione per le trappole e le armi di grosso calibro, aiuta spesso Ryo nel suo lavoro. A suo modo, fa da tutore al povero Shin Hon, inoltre in questa serie risalta parecchio la sua sensibilità e il suo buon cuore.
Il motivo della cecità differisce rispetto al lavoro precedente: allora era stato ferito in battaglia da Ryo Saeba, che era sotto l'effetto di una droga potentissima somministratagli di nascosto; ora è una ferita di guerra svoltasi nella nazione K, subita durante l'azione con cui salva Ryo e altri commilitoni. In alcune storie, si scoprono dettagli sul suo passato e sulla sua vita sentimentale.
Miki (ミキ?)
Doppiata da: Mami Koyama
In City Hunter era la fidanzata di Falcon/Umibozu, in Angel Heart, Miki è una bambina orfana che vive in una galleria commerciale abbandonata, mentre aspetta fiduciosamente il ritorno della madre. Umibozu la incontra un giorno mentre prende il sole su un muretto e la bambina si avvicina a lui per leggergli un libro. Incuriosito dalla piccola, grazie ad Shan-In, il gruppo scoprirà le condizioni in cui vive la piccola e con l'aiuto di Saeko, Umibozu potrà adottarla. I due passeranno un periodo di assestamento, ma presto cominceranno a considerarsi una vera famiglia e Miki a chiamarlo "papà".
Miki è una bambina dall'animo molto sensibile, che si accorge subito quando chi ha di fronte sta soffrendo. La sua soluzione per far star meglio quella persona, di solito è leggergli un libro. In una storia si scopre che Miki vede le persone come sono nel profondo, per esempio vede una coppia di innamorati separati da decenni come due giovani (l'età che avevano ai tempi della loro separazione), e invece vede l'assassina transessuale Camaleonte come un volto annerito senza sembianze definite (Camaleonte, o Kameko come la chiama Ryo, ha un vuoto totale nell'animo che la porta farsi beffe e gioco di tutto e tutti con crudeltà e cinismo).
Doc (ドク?)
Doppiato da: Bin Shimada
Sia in City Hunter che in Angel Heart, Doc è un medico, ex commilitone di Ryo, ma le somiglianze si fermano qui. Infatti, se in City Hunter Doc era fornitore di armi, di informazioni hackerate e proprietario di una grossa villa giapponese, in Angel Heart è il medico dell'ambulatorio locale. Anche l'aspetto è differente, è infatti molto più simile al "nonnetto" di Rush che al Doc di City Hunter. Anche il carattere dei due Doc è molto differente: se in City Hunter Kaori lo aveva definito a ragione il "maestro di porcate di Ryo", in Angel Heart non potrebbe avere atteggiamento più diverso. Doc lavorava con Kaori ancora prima che lei finisse la scuola per infermieri, per aiutarla nella pratica. È il medico personale di Ryo e lo aiuta ogni volta che si fa male per il suo mestiere di sweeper. È lui che offre le prime cure mediche a Shan In, quando arriva a Shinjuku in stato confusionale, ed è sempre lui che monitora la sua salute dopo che lei decide di trasferirsi a Shinjuku. Doc lavorerà in collaborazione con Chin per lavorare sulla salute di Shan In e sarà proprio lui a scoprire che la ragazza non ha più bisogno di immunosoppressori dopo il trapianto, in quanto la compatibilità tra lei e Kaori è talmente perfetta, da permetterle di farne a meno, oltre che darle una prospettiva di vita molto più lunga.
Chin
Chin è il gran ciambellano dell'organizzazione che ha cresciuto Shan In e Shin Hon. Ha aperto un ristorante accanto al Cat's Eye per meglio controllare Shan In. Ha anche fatto costruire una piccola clinica sotterranea in caso di complicazioni improvvise della salute di Shan In. Chin è il deus ex machina dei City Hunter. Infatti, quando una situazione comincia a farsi particolarmente spinosa, è sempre pronto a fornire mezzi e uomini per aiutarli. Tiene particolarmente d'occhio Shin Hon. Negli ultimi volumi della prima stagione cerca in tutti i modi di spingere Shan In verso un giovane imprenditore che giudica l'unico degno per lei. Ha l'abitudine (soprattutto nelle prime storie) di spuntare inatteso e spaventare gli altri con le sue apparizioni; nonostante l'età è ancora molto pericoloso ed è rispettato e temuto da tutta la yakuza di Shinjuku. Evolvendosi dimostra anche di avere una certa debolezza verso il sesso debole, come Ryo e Shin Hon, con cui di tanto in tanto entra in competizione.

## Media

### Manga
La serie ha fatto il proprio debutto il 15 maggio 2001 sul primo numero del periodico Weekly Comic Bunch. La storia del manga si è sviluppata a partire da un capitolo autoconclusivo di Hojo, il cui titolo è traducibile letteralmente in "L'occhio dell'assassino". La sceneggiatura originale ha richiesto cinque anni di sviluppo. La serie è stata pubblicata in 33 volumi tankōbon da ottobre 2001 a ottobre 2010. Una riedizione intitolata Angel Heart 1st Season e composta da 24 volumi è stata pubblicata da Tokuma Shoten dal 19 marzo 2012 al 20 febbraio 2013.
In seguito alla chiusura della rivista Weekly Comic Bunch, nel 2010 la serie è migrata su Monthly Comic Zenon e ha assunto il nuovo titolo Angel Heart Second Season. Dodici volumi sono stati pubblicati dal 22 marzo 2013 al 20 ottobre 2015. La serie è terminata il 25 maggio 2017.
Nel dicembre 2015 è stata annunciata la futura pubblicazione in inglese del fumetto da Silent Manga Audition Committee, un'impresa di Coamix. Angel Heart è stata scelta dai lettori tramite votazione.

#### Volumi
| Angel Heart (33 volumi)            |                   |                        |                                   |
| 1                                  | 15 ottobre 2001   | ISBN 978-4-10-771001-7 | 8 aprile 2004 13 maggio 2004      |
| 2                                  | 15 dicembre 2001  | ISBN 978-4-10-771012-3 | 3 giugno 2004 1º luglio 2004      |
| 3                                  | 8 marzo 2002      | ISBN 978-4-10-771026-0 | 29 luglio 2004 2 settembre 2004   |
| 4                                  | 9 luglio 2002     | ISBN 978-4-10-771045-1 | 7 ottobre 2004 4 novembre 2004    |
| 5                                  | 9 novembre 2002   | ISBN 978-4-10-771065-9 | 23 dicembre 2004 27 gennaio 2005  |
| 6                                  | 8 marzo 2003      | ISBN 978-4-10-771080-2 | 17 febbraio 2005 17 marzo 2005    |
| 7                                  | 9 giugno 2003     | ISBN 978-4-10-771096-3 | 14 aprile 2005 12 maggio 2005     |
| 8                                  | 9 settembre 2003  | ISBN 978-4-10-771113-7 | 11 giugno 2005 14 luglio 2005     |
| 9                                  | 9 dicembre 2003   | ISBN 978-4-10-771125-0 | 11 agosto 2005 15 settembre 2005  |
| 10                                 | 9 marzo 2004      | ISBN 978-4-10-771139-7 | 13 ottobre 2005 10 novembre 2005  |
| 11                                 | 9 giugno 2004     | ISBN 978-4-10-771154-0 | 9 dicembre 2005 12 gennaio 2006   |
| 12                                 | 9 settembre 2004  | ISBN 978-4-10-771173-1 | 9 febbraio 2006 16 marzo 2006     |
| 13                                 | 9 novembre 2004   | ISBN 978-4-10-771184-7 | 13 aprile 2006 11 maggio 2006     |
| 14                                 | 9 febbraio 2005   | ISBN 978-4-10-771200-4 | 15 giugno 2006 13 luglio 2006     |
| 15                                 | 9 giugno 2005     | ISBN 978-4-10-771220-2 | 10 agosto 2006 14 settembre 2006  |
| 16                                 | 9 settembre 2005  | ISBN 978-4-10-771236-3 | 12 ottobre 2006 16 novembre 2006  |
| 17                                 | 9 dicembre 2005   | ISBN 978-4-10-771252-3 | 14 dicembre 2006 18 gennaio 2007  |
| 18                                 | 9 marzo 2006      | ISBN 978-4-10-771267-7 | 15 febbraio 2007 15 marzo 2007    |
| 19                                 | 9 giugno 2006     | ISBN 978-4-10-771277-6 | 14 aprile 2007 17 maggio 2007     |
| 20                                 | 9 settembre 2006  | ISBN 978-4-10-771295-0 | 14 giugno 2007 12 luglio 2007     |
| 21                                 | 1º gennaio 2007   | ISBN 978-4-10-771313-1 | 13 settembre 2007 11 ottobre 2007 |
| 22                                 | 9 maggio 2007     | ISBN 978-4-10-771334-6 | 15 novembre 2007 13 dicembre 2007 |
| 23                                 | 9 agosto 2007     | ISBN 978-4-10-771350-6 | 28 febbraio 2008 24 aprile 2008   |
| 24                                 | 9 novembre 2007   | ISBN 978-4-10-771367-4 | 26 giugno 2008 28 agosto 2008     |
| 25                                 | 9 febbraio 2008   | ISBN 978-4-10-771381-0 | 23 ottobre 2008 18 dicembre 2008  |
| 26                                 | 9 maggio 2008     | ISBN 978-4-10-771397-1 | 15 febbraio 2009 19 aprile 2009   |
| 27                                 | 9 settembre 2008  | ISBN 978-4-10-771420-6 | 11 giugno 2009 23 agosto 2009     |
| 28                                 | 9 dicembre 2008   | ISBN 978-4-10-771444-2 | 18 ottobre 2009 13 dicembre 2009  |
| 29                                 | 9 marzo 2009      | ISBN 978-4-10-771468-8 | 14 febbraio 2010 18 aprile 2010   |
| 30                                 | 9 luglio 2009     | ISBN 978-4-10-771496-1 | 20 giugno 2010 29 agosto 2010     |
| 31                                 | 9 novembre 2009   | ISBN 978-4-10-771530-2 | 31 ottobre 2010 6 febbraio 2011   |
| 32                                 | 9 marzo 2010      | ISBN 978-4-10-771554-8 | 10 aprile 2011 11 giugno 2011     |
| 33                                 | 9 settembre 2010  | ISBN 978-4-10-771588-3 | 13 agosto 2011 15 ottobre 2011    |
| Angel Heart 2nd Season (16 volumi) |                   |                        |                                   |
| 1                                  | 22 marzo 2011     | ISBN 978-4-19-980001-6 | 17 marzo 2012                     |
| 2                                  | 20 settembre 2011 | ISBN 978-4-19-980035-1 | 26 maggio 2012                    |
| 3                                  | 19 marzo 2012     | ISBN 978-4-19-980069-6 | 27 ottobre 2012                   |
| 4                                  | 20 agosto 2012    | ISBN 978-4-19-980100-6 | 9 marzo 2013                      |
| 5                                  | 19 gennaio 2013   | ISBN 978-4-19-980130-3 | 9 novembre 2013                   |
| 6                                  | 20 giugno 2013    | ISBN 978-4-19-980148-8 | 12 luglio 2014                    |
| 7                                  | 20 novembre 2013  | ISBN 978-4-19-980170-9 | 11 ottobre 2014                   |
| 8                                  | 20 marzo 2014     | ISBN 978-4-19-980197-6 | 17 gennaio 2015                   |
| 9                                  | 20 settembre 2014 | ISBN 978-4-19-980232-4 | 18 aprile 2015                    |
| 10                                 | 20 febbraio 2015  | ISBN 978-4-19-980256-0 | 19 dicembre 2015                  |
| 11                                 | 18 luglio 2015    | ISBN 978-4-19-980280-5 | 12 marzo 2016                     |
| 12                                 | 20 ottobre 2015   | ISBN 978-4-19-980300-0 | 8 settembre 2016                  |
| 13                                 | 20 aprile 2016    | ISBN 978-4-19-980341-3 | 16 febbraio 2017                  |
| 14                                 | 20 settembre 2016 | ISBN 978-4-19-980365-9 | 13 luglio 2017                    |
| 15                                 | 20 febbraio 2017  | ISBN 978-4-19-980393-2 | 12 ottobre 2017                   |
| 16                                 | 20 luglio 2017    | ISBN 978-4-19-980430-4 | 25 gennaio 2018                   |

### Anime
Dal 4 ottobre 2005 al 26 settembre 2006 sulle reti nipponiche Yomiuri Telecasting Corporation e Nippon Television è stata trasmessa una serie televisiva anime ispirata al manga originale e composta da 50 episodi. Gli episodi dell'anime vengono pubblicati su Prime Video in versione sottotitolata in italiano dal 21 febbraio 2024, al ritmo di un episodio alla settimana. 

#### Episodi
| Nº | Titolo italiano (traduzione letterale) Giapponese 「Kanji」 - Rōmaji                                            | In onda           | In onda |
| Nº | Titolo italiano (traduzione letterale) Giapponese 「Kanji」 - Rōmaji                                            | Giapponese        |         |
| 1  | Cuore di vetro 「ガラスの心臓 ～グラス・ハート～」 - Garasu no shinzō~Glass Heart~                              | 4 ottobre 2005    |         |
| 2  | Il ritorno di Kaori 「香が帰ってきた」 - Kaori ga kaette kita                                                   | 11 ottobre 2005   |         |
| 3  | La città di XYZ 「ＸＹＺの街」 - XYZ no machi                                                                   | 18 ottobre 2005   |         |
| 4  | Cuore indeciso 「さまようHEART」 - Samayō Heart                                                                 | 25 ottobre 2005   |         |
| 5  | Addio… Kaori 「永別（さよなら）…カオリ」 - Sayonara… Kaori                                                      | 1º novembre 2005  |         |
| 6  | Riunione 「再会」 - Saikai                                                                                      | 15 novembre 2005  |         |
| 7  | La città che amo 「俺の愛すべき街」 - Ore no aisubeki machi                                                     | 22 novembre 2005  |         |
| 8  | Veri amici 「真実（ホント）の仲間」 - Honto no nakama                                                           | 29 novembre 2005  |         |
| 9  | Shan In, il nome perduto 「香瑩～失われた名前～」 - Shan In~ushinawareta namae~                                 | 6 dicembre 2005   |         |
| 10 | Sorriso d'angelo 「エンジェルスマイル」 - Angel smile                                                           | 13 dicembre 2005  |         |
| 11 | Del tempo in famiglia 「父娘（おやこ）の時間」 - Oyako no jikan                                                 | 20 dicembre 2005  |         |
| 12 | Incontro e addio sulla nave 「船上の出会いと別れ」 - Senjō no deai to wakare                                    | 3 gennaio 2006    |         |
| 13 | Un regalo da parte del maestro Lee 「李大人からの贈り物」 - Ri-daijin kara no okurimono                         | 10 gennaio 2006   |         |
| 14 | Il ritorno di City Hunter 「復活Ｃ・Ｈ（シティー・ハンター）！」 - Fukkatsu C.H. (City hunter)!                 | 17 gennaio 2006   |         |
| 15 | Per favore, trova il mio papà 「パパを捜して！」 - Papa wo sagashite!                                           | 24 gennaio 2006   |         |
| 16 | Comportarsi da City Hunter 「Ｃ・Ｈ（シティー・ハンター）としての資格」 - C.H. (City hunter) toshite no shikaku | 31 gennaio 2006   |         |
| 17 | Incontro in un sogno 「夢の中の出会い」 - Yume no naka no deai                                                  | 7 febbraio 2006   |         |
| 18 | Legami familiari 「親子の絆」 - Oyako no kizuna                                                                 | 14 febbraio 2006  |         |
| 19 | Il ristorante del vecchio Chin 「陳老人の店」 - Chin-rōjin no mise                                              | 21 febbraio 2006  |         |
| 20 | Incontro col destino 「宿命のプレリュード」 - Shukumei no prelude                                               | 28 febbraio 2006  |         |
| 21 | Guardiano triste 「哀しき守護者（ガーディアン）」 - Kanashiki guardian                                          | 7 marzo 2006      |         |
| 22 | Una felicità ingiusta 「不公平な幸せ」 - Fukōhei na shiawase                                                    | 14 marzo 2006     |         |
| 23 | Aria di partenza 「出発（たびだち）のメロディー」 - Tabidachi no melody                                         | 21 marzo 2006     |         |
| 24 | Con il battito del cuore 「鼓動と共に……」 - Kodō to tomoni……                                                    | 28 marzo 2006     |         |
| 25 | Il cliente che desidera la morte 「死にたがる依頼者」 - Shinitagaru iraisha                                     | 4 aprile 2006     |         |
| 26 | Ritornare a quei tempi 「もう一度あの頃に」 - Mō ichido ano koro ni                                             | 11 aprile 2006    |         |
| 27 | Sono innamorata?!? 「私、恋してる!?」 - Watashi, koishiteru!?                                                   | 18 aprile 2006    |         |
| 28 | Promessa 「約束」 - Yakusoku                                                                                    | 25 aprile 2006    |         |
| 29 | Mia sorella… Kaori 「私の妹…香」 - Watashi no imōto… Kaori                                                      | 2 maggio 2006     |         |
| 30 | Questa città per me è tutto 「この街は私のすべて」 - Kono machi wa watashi no subete                            | 9 maggio 2006     |         |
| 31 | La visione dell'altra notte 「最後の夜に見た奇跡」 - Saigo no yoru ni mita kiseki                               | 16 maggio 2006    |         |
| 32 | La ragazza dell'organizzazione 「組織から来た女」 - Soshiki kara kita onna                                      | 23 maggio 2006    |         |
| 33 | La bimba benedetta da Dio 「神から授かりし子」 - Kami kara sazukarishi ko                                       | 30 maggio 2006    |         |
| 34 | La loro determinazione 「二人の決意」 - Futari no ketsui                                                        | 6 giugno 2006     |         |
| 35 | Verso il futuro... 「未来へ…」 - Mirai e…                                                                       | 13 giugno 2006    |         |
| 36 | La bambina che dona la felicità 「幸せを運ぶ女の子」 - Shiawase wo hakobu onnanoko                              | 20 giugno 2006    |         |
| 37 | Cuore incontaminato 「汚れのない心」 - Yogorenonai kokoro                                                       | 27 giugno 2006    |         |
| 38 | Sii i miei occhi 「オレの目になってくれ」 - Ore no me ni natte kure                                             | 4 luglio 2006     |         |
| 39 | La cliente è una grande attrice 「依頼者は大女優」 - Iraisha ha daijoyū                                         | 11 luglio 2006    |         |
| 40 | Il misterioso segreto di Miki 「ミキの隠された秘密」 - Miki no kakusareta himitsu                               | 18 luglio 2006    |         |
| 41 | Il luogo cui appartengo 「自分の居場所」 - Jibun no ibasho                                                      | 25 luglio 2006    |         |
| 42 | Il loro segnale segreto 「二人だけのサイン」 - Futaridake no sign                                               | 1º agosto 2006    |         |
| 43 | La mia vita quotidiana 「私が生きる日常」 - Watashi ga ikiru nichijō                                            | 8 agosto 2006     |         |
| 44 | Per il bene dei nostri bambini 「俺たちの子供のために」 - Oretachi no kodomo no tame ni                         | 15 agosto 2006    |         |
| 45 | Yan, la testata nucleare umana 「人間核弾頭、楊」 - Ningen kakudantō, yan                                       | 22 agosto 2006    |         |
| 46 | Cuore di madre 「マザー・ハート」 - Mother heart                                                                | 29 agosto 2006    |         |
| 47 | Un futuro radioso!?! 「アカルイミライ!?」 - Akarui mirai!?                                                      | 5 settembre 2006  |         |
| 48 | Travolti dal destino 「引き寄せられる運命」 - Hiki yoserareru unmei                                             | 12 settembre 2006 |         |
| 49 | Prendi la mia vita 「Get My Life」 - Get my life                                                                | 19 settembre 2006 |         |
| 50 | L'ultimo regalo 「ラストプレゼント」 - Last present                                                             | 26 settembre 2006 |         |

### Live action
Angel Heart ha ricevuto un adattamento live action nel formato di serie televisiva dorama, con gli interpreti Ayaka Miyoshi e Takaya Kamikawa nei ruoli rispettivamente di Xiang-Ying e Ryo Saeba. Yuuya Takahashi ha sviluppato la sceneggiatura, mentre Shunsuke Kariyama ha diretto la serie. La serie è stata trasmessa a partire dall'11 ottobre 2015 su Nippon TV con un percentuale di share pari al 12,5%. Il dorama è stato distribuito in streaming sulla piattaforma Crunchyroll per il pubblico inglese.

## Accoglienza
La serie ha raggiunto quota venticinque milioni di copie vendute.